# Такэути Сэйхо
Такэути Сэйхо (яп. 竹内 栖鳳; 20 декабря 1864, Киото, Киото, Японская империя — 23 августа 1942, Югавара, Канагава, Японская империя) — японский художник, писавший свои полотна в традиционном японском стиле нихонга.

## Жизнь и творчество
Такэути начал изучать живопись в возрасте 14 лет под руководством художника Цусиды Эйрина. В 1881 году он брал уроки у мастера художественной школы Сидзё Коно Байрэя. После 1883 года работал при художественной школе Киото (яп. 京都府画学校 кё:то-фу гагакко:) и начал выставлять свои картины. В 1887 году он получил серебряную награду на Второй выставке Японского художественного общества за полотно «Весна в заброшенном саду», а в 1899 году — аналогичный серебряный приз на подобной же выставке за свою картину «Двенадцать месяцев». В том же 1899 году художник стал преподавателем живописи в Государственной художественной школе Киото. В его работах этого периода чувствуется влияние китайской живописи и японской школы Маруяма-Сидзё. В 1900 году Такэути совершил путешествие по Европе. Во Франции он участвовал в одной из парижских выставок и завоевал награду. В том же году осенью он вернулся на родину. В 1901 году его картина «Лев» получила первую премию на выставке «Старого и нового искусства», в 1902 году — полотно «Осень в старой столице» победило на выставке Интен. После возвращения из Европы мастер, заинтересованный работами Уильяма Тёрнера и Камиля Коро, использовал многое из их техники в своих произведениях.
В 1907 году Такэути стал членом комиссии при министерстве культуры Японии, организовывавшей ежегодные художественные выставки в стране. Мастер при проведении конкурсов покровительствовал работам «школы Киото», начавшей своё развитие раньше столичной «школы Токио» и сам участвовал в этих выставках — в 1908 («Обезьяны и зайцы в сарае»), в 1909 («Грозовые тучи») и в 1913 годах. 
В 1919 году живописец был принят в члены Японской академии художеств. В 1937 году он был первым в стране награждён в том же году учреждённым орденом за заслуги в области культуры.

## Галерея

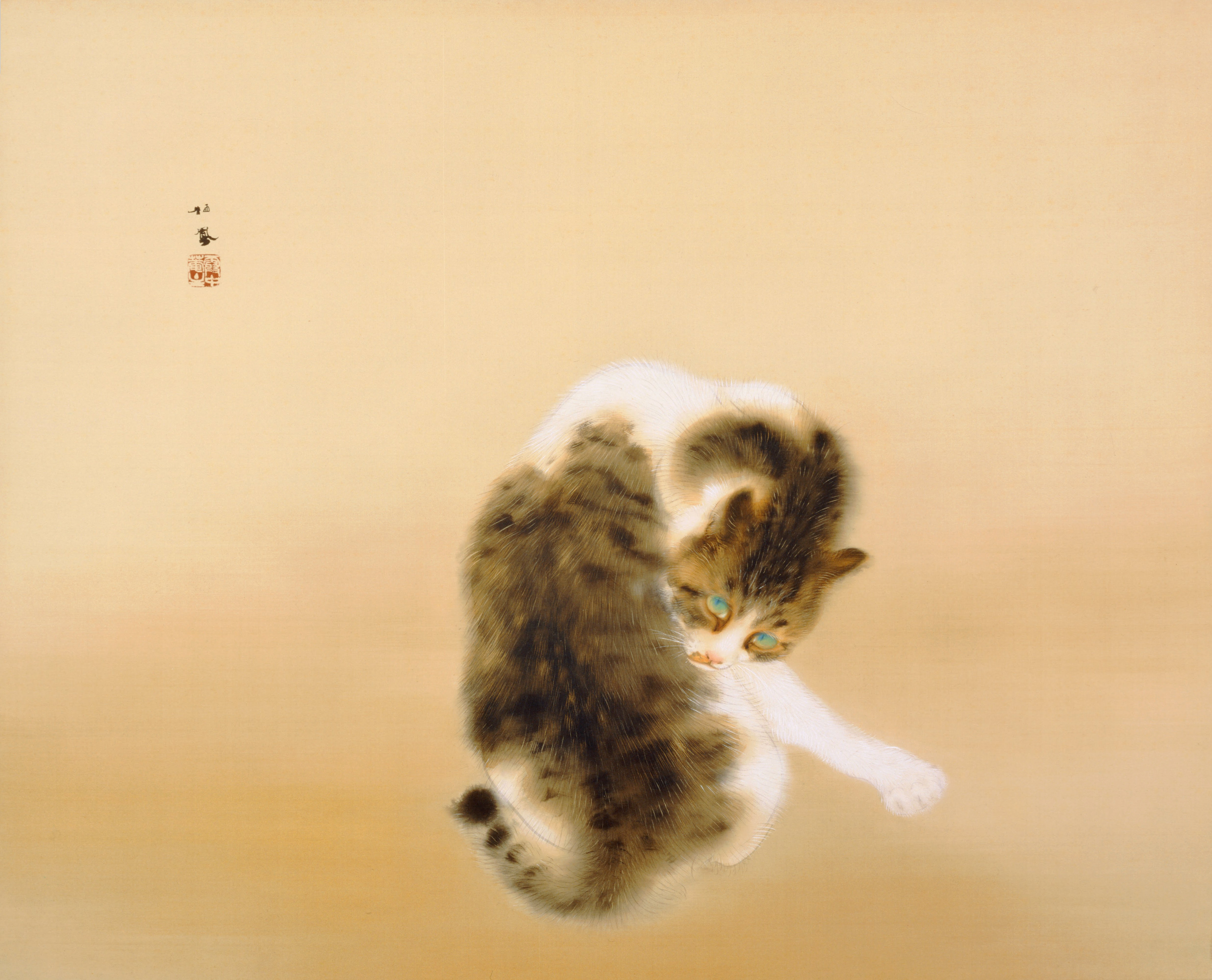
Пятнистая кошка
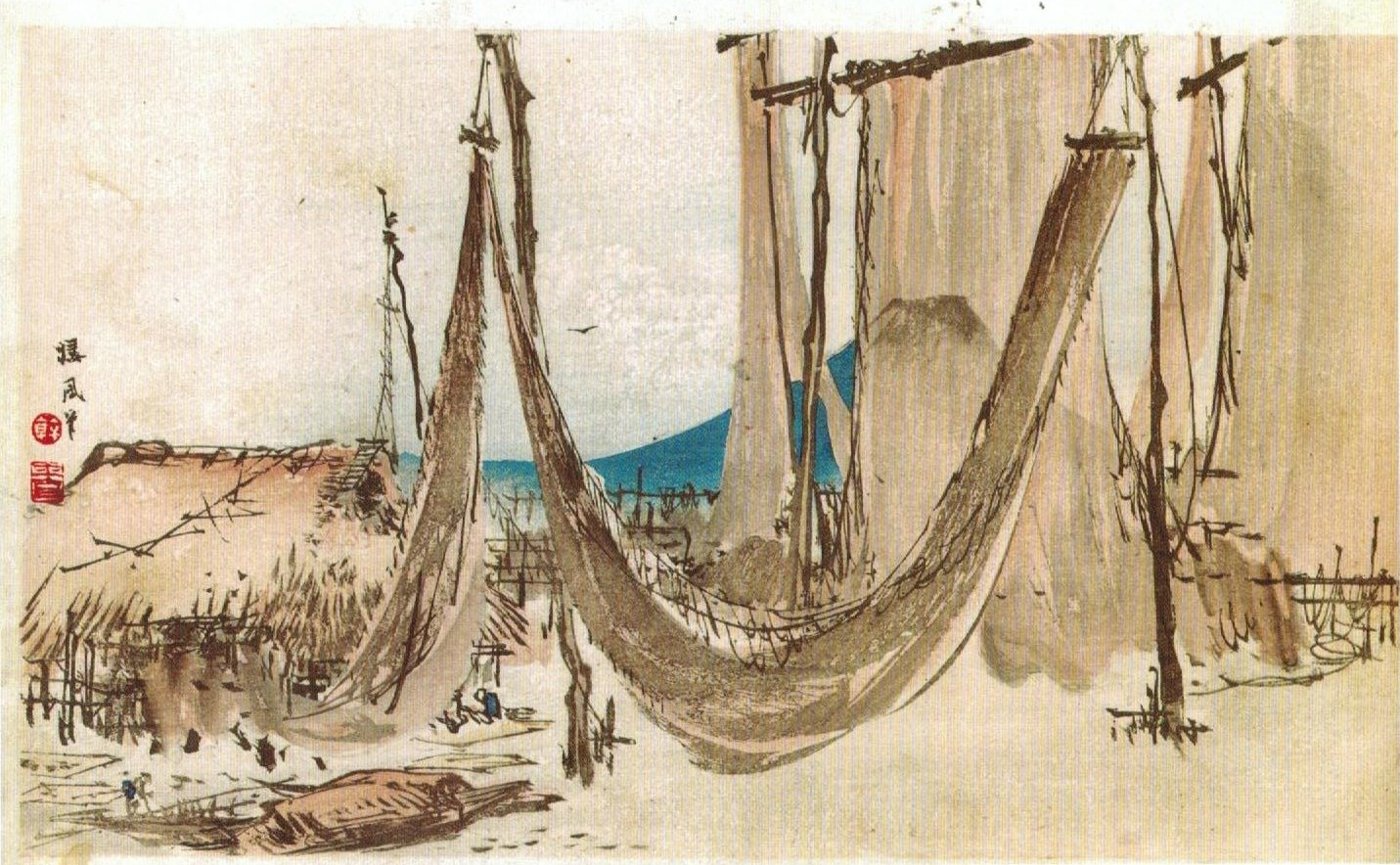
Из 12 видов на гору Фудзи (1894)
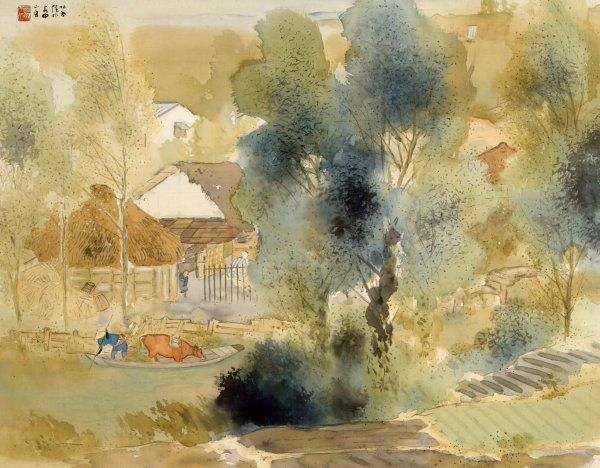
Начало лета в Итако
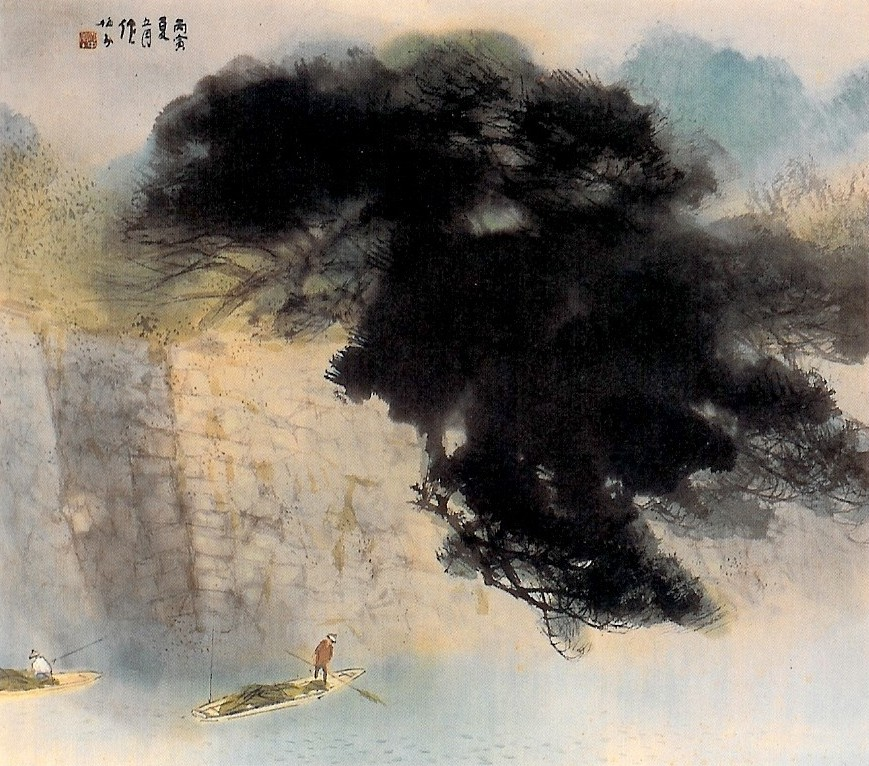
Зелёные сосны на горе
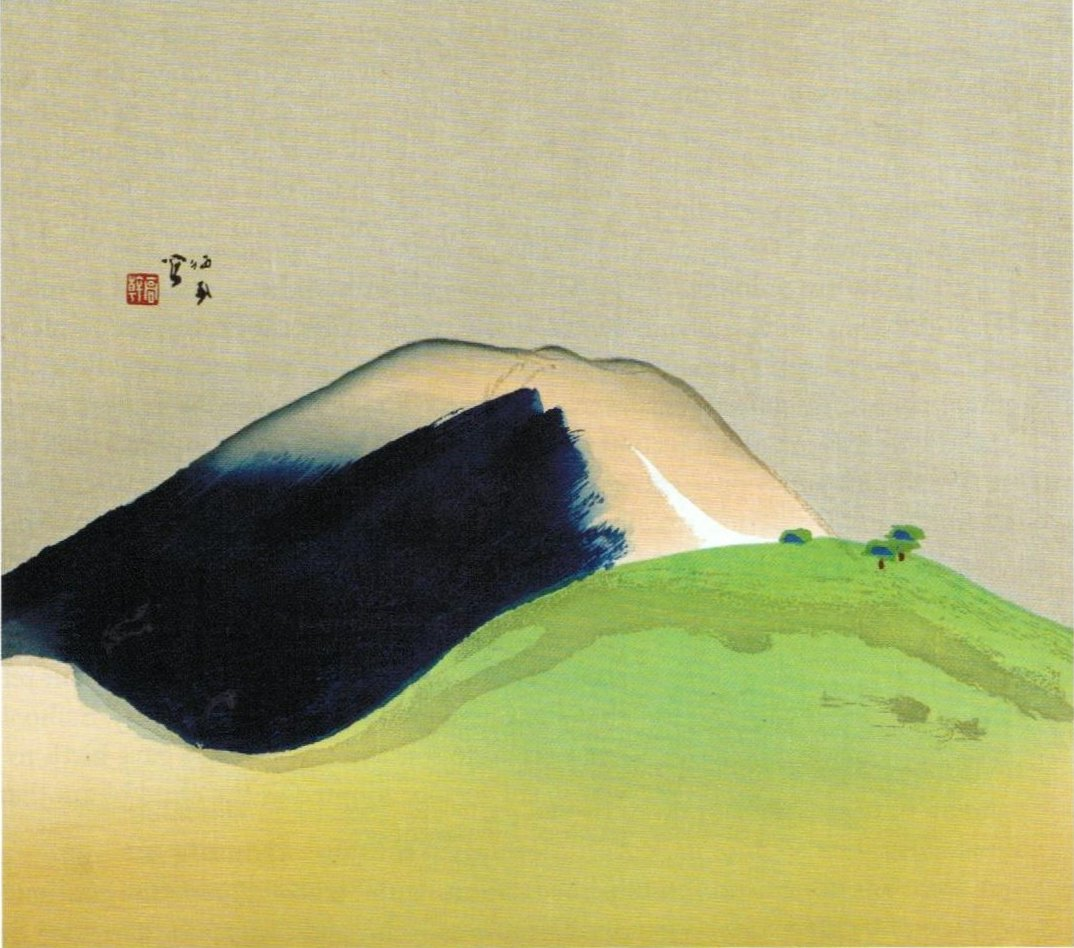
Розовая Фудзи (1937)
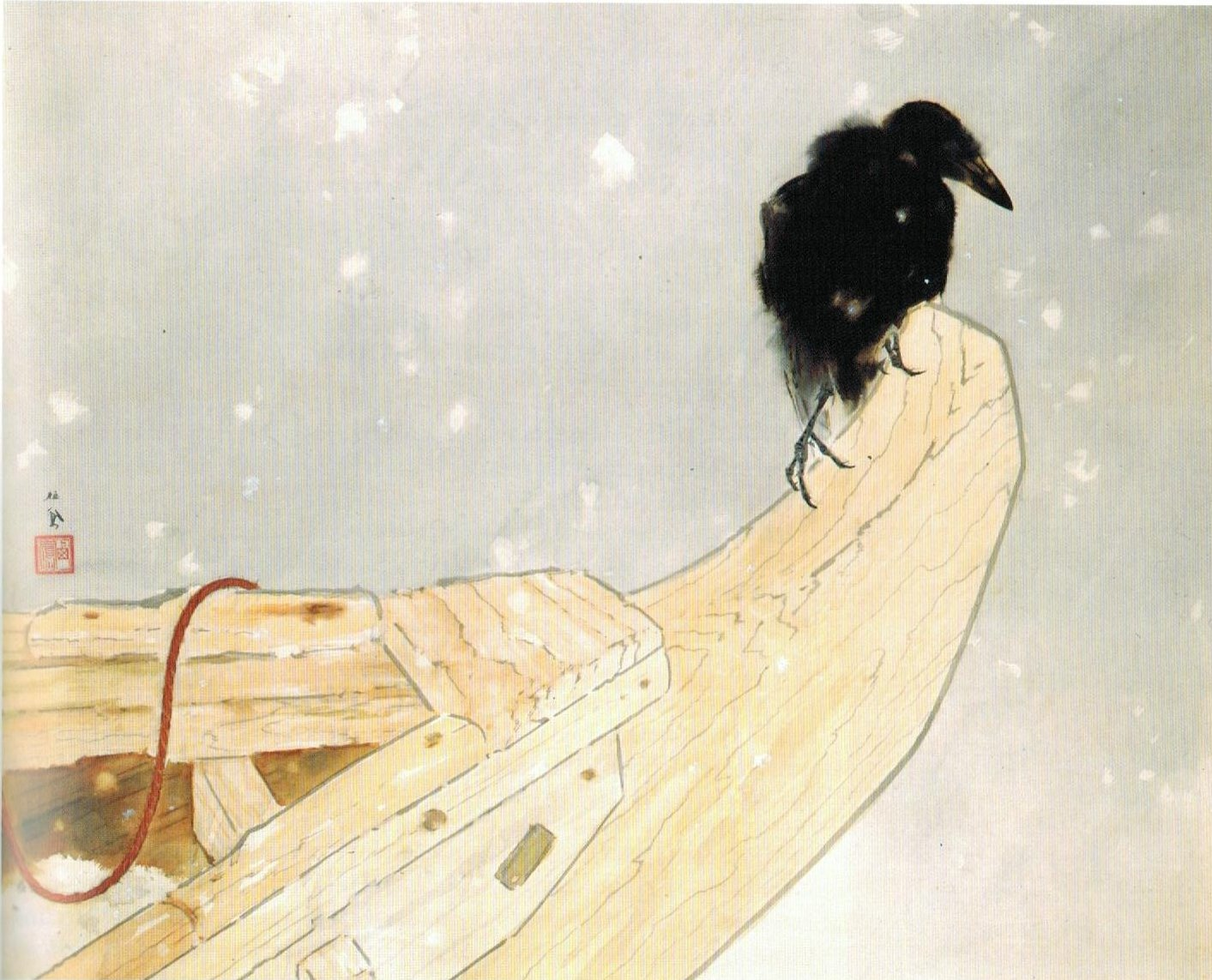
Снег весной (1942)